# San Gregorio di Catania
San Gregorio di Catania település Olaszországban, Szicília régióban, Catania megyében. Lakosainak száma 11 485 fő (2023. január 1.). San Gregorio di Catania Aci Castello, Catania, San Giovanni la Punta, Tremestieri Etneo és Valverde községekkel határos.

## Népesség
A település lakossága az elmúlt években az alábbi módon változott:
| Lakosok száma | 11 873 | 11 880 | 11 485 |
|               | 2017   | 2018   | 2023   |